# Dufourea rufiventris
Dufourea rufiventris är en biart som beskrevs av Heinrich Friese 1898. Dufourea rufiventris ingår i släktet solbin, och familjen vägbin. Inga underarter finns listade i Catalogue of Life.